# 第一次阿圖瓦戰役
第一次阿圖瓦戰役（英語：First Battle of Artois）是第一次世界大戰期間德軍與法軍間的一場戰役，發生於1914年12月17日到1915年1月13日間。這場戰役是1914年11月雙方結束第一次伊珀爾戰役後，西方戰線的第一場攻勢行動，法軍的襲擊最終無法突破僵局。

## 背景
在奔向大海作戰期間，雙方先在阿拉斯戰役（10月1日至4日）中交手，之後又進行了幾場小型軍事行動（特別是在洛雷特馬刺（Lorette Spur）），接著在北方打響了第一次伊普爾戰役。

## 經過
為了攻占洛雷托高地（Loretto Heights ）及卡朗西這座要塞化城鎮，霞飛及福煦於1914年12月17日發起進攻。戰後，法軍損失了7,751人，其中包含552名軍官。

## 後續行動
1915年5月，第十軍團在第二次阿圖瓦戰役中發起攻勢。第三次阿圖瓦戰役（有時又稱為阿圖瓦–洛斯攻勢），發生於1915年9月25日至10月15日。

## 註腳
1. ↑  .   [2020-08-09]. （原始内容存档于2019-04-09）.
2. ↑  Doughty 2005.